# Bolton Wanderers Football Club
Il Bolton Wanderers Football Club, più semplicemente Bolton Wanderers o Bolton, è una società calcistica inglese con sede a Horwich, città del distretto metropolitano di Bolton, nella contea metropolitana di Greater Manchester. Milita nella Football League One, la terza divisione del campionato inglese di calcio.
Fondato nel 1874, membro fondatore della Football Association inglese, negli anni '20 vinse 3 Coppe d'Inghilterra, cui si aggiunge una vinta nel 1957-1958, stessa stagione in cui il club si aggiudicò la Supercoppa d'Inghilterra.
Il soprannome del club, The Trotters, riferito al "trotterellare", deriva dal continuo andare avanti e indietro dal campo di gioco ad una fattoria, dove spesso finivano i palloni calciati dagli atleti durante le partite, dal momento che il terreno di gioco non era protetto da alcuna recinzione.

## Storia

### Albori (1888-1929)
Il club fu fondato nel 1874 con il nome di Christ Church Football Club dal reverendo Joseph Farrall Wright, curato della Christ Church di Bolton, e da un gruppo di studenti della Christ Church Sunday School di Blackburn Street, sotto la supervisione del loro maestro di scuola, Thomas Ogden. Fu inizialmente gestito dall'omonima chiesa di Deane Road, Bolton, ed ebbe sede nel luogo in cui ora sorge la fabbrica Innovation dell'Università di Bolton. Dopo una disputa con il vicario della Christ Church, il club lasciò Deane Road nel 1877 e cambiò nome in Bolton Wanderers. La separazione avvenne al Gladstone Hotel. I componenti del club optarono per il nome Wanderers (vagabondi) per le difficoltà nel trovare un terreno di gioco da usare in pianta stabile. I campi da gioco utilizzati dalla squadra furono, infatti, tre in quattro anni di esistenza. Si decise di far giocare il Bolton dapprima al Park Recreation Ground, poi al Cockle's Field, in seguito al Pike's Lake Ground, prima di stabilirsi definitivamente al Burnden Park (1895).
Il Bolton fu uno dei dodici membri fondatori della Football League, costituitasi nel 1888. All'epoca il Lancashire era una delle regioni egemoni del paese dal punto di vista calcistico, con sei dei dodici club fondatori della lega che provenivano dalla regione storica del Lancashire. Rimasto nella Football League dalla sua fondazione, Bolton ha trascorso più tempo in massima serie (Premier League, ex First Division) che nelle altre serie.

Grafico delle prestazioni del Bolton nelle varie divisioni del campionato inglese

Nel 1894 il Bolton raggiunse la finale della FA Cup per la prima volta nella propria storia, ma perse per 4-1 contro il Notts County a Goodison Park Un decennio dopo si piazzarono nuovamente secondi nel torneo, arrivando a disputare la finale del 1904, persa per 1-0 contro il Manchester City al Crystal Palace National Sports Centre il 23 aprile di quell'anno.
Il periodo immediatamente antecedente e il decennio successivo alla prima guerra mondiale fu per il Bolton quello di maggiore successo nella massima serie: il club si classificò fuori dalle prime otto della First Division solo in due circostanze dal 1911-1912 al 1927-1928. In questo periodo il Bolton arrivò due volte terzo (miglior piazzamento della storia del club), nel 1920-1921 e nel 1924-1925 (annata in cui il titolo fu mancato per soli tre punti, nell'epoca dei 2 punti per vittoria)
Il 28 aprile 1923 il Bolton vinse il suo primo trofeo nella terza finale della propria storia, battendo il West Ham Utd per 2-0 nella prima finale di FA Cup disputata a Wembley. La partita, nota come The White Horse Final ("La finale del cavallo bianco"), si giocò di fronte a ben 127.000 spettatori. Il centravanti del Bolton, David Jack, fu autore del primo gol a Wembley Stadium. Guidata da giocatori di esperienza quali Joe Smith in attacco, Ted Vizard e Billy Butler sulle fasce e Jimmy Seddon in difesa, divenne la squadra di maggiore successo nella coppa nazionale negli anni venti, vincendo tre volte trofeo. La seconda vittoria la colse nel 1926, battendo per 1-0 il Manchester City di fronte a oltre 91.000 spettatori. La terza vittoria giunse nel 1929, nella finale contro il Portsmouth, battuto per 2-0 di fronte a quasi 93.000 tifosi.
Nel 1928 il club attraversò una serie di problemi finanziari e dovette cedere David Jack all'Arsenal. La cifra pagata dai Gunners per assicurarsi il giocatore, 10.890 sterline, rappresentò un record mondiale, più del doppio della cifra che costituiva il precedente primato.

### Trentennio in massima serie e percorso in coppa (1929-1958)

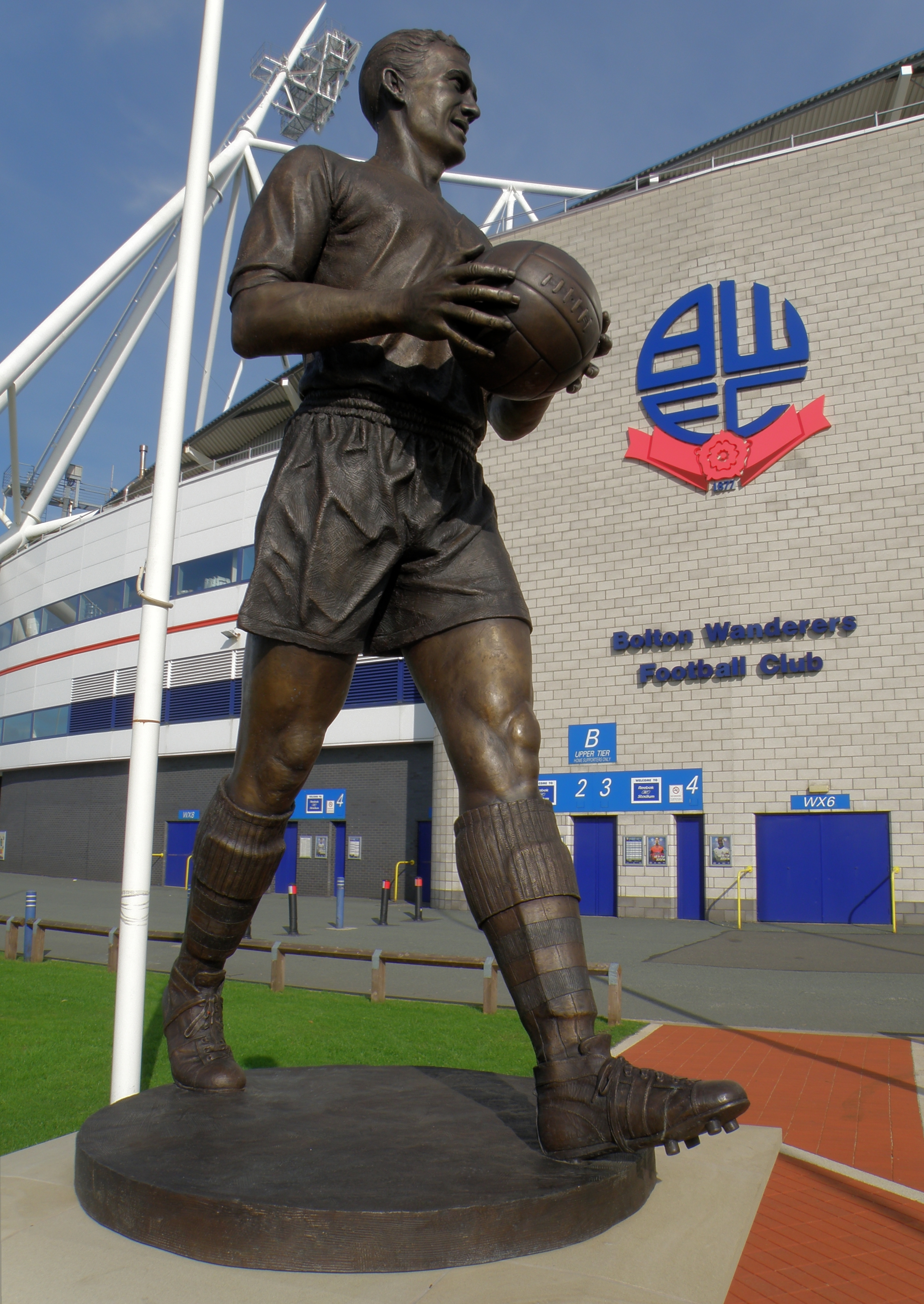
Statua dedicata a Nat Lofthouse, che trascorse la sua intera carriera, dal 1946 al 1960, al Bolton, segnando 255 gol in campionato

Dal 1935 al 1964 il Bolton milità ininterrottamente nella massima divisione. L'epoca d'oro della squadra ebbe in Nat Lofthouse e Bryan Edwards tra i principali attori negli anni '50.
Gli anni della seconda guerra mondiale videro la maggior parte dei giocatori dei Wanderers combattere sul fronte, evento raro per una squadra di calcio di primo livello, dato che agli sportivi erano assegnati generalmente ruoli di addestramento, lontani dal fuoco nemico. Ciononostante quindici calciatori del Bolton, guidati dal capitano Harry Goslin, si arruolarono in guerra come volontari nel 1939 e furono inseriti nel 53º reggimento artiglieria di Bolton. Alla fine della guerra ben trentadue dei trentacinque atleti attivi prima della guerra militarono nelle forze armate britanniche. L'unico a morire fu Goslin, asceso al ruolo di luogotenente e ucciso da una scheggia sul fronte italiano poco prima di Natale 1943. Il 53º battaglione artiglieria partecipò alla battaglia di Dunkirk e prestò servizio anche nelle campagne d'Egitto, Iraq e Italia. Un cospicuo numero di questi atleti riuscì a praticare l'attività calcistica sul fronte, partecipando come Undici britannico a varie partite contro squadre che riunivano il re Farouk d'Egitto al Cairo e forze armate polacche a Baghdad.
Il 9 marzo 1946 la città di Bolton fece da sfondo al disastro di Burnden Park, che divenne la più grande tragedia del calcio britannico mai avvenuta sino a quel momento. Trentatré tifosi del Bolton Wanderers morirono schiacciati e quattrocento rimasero feriti sugli spalti durante la partita di quarti di finale di FA Cup tra Bolton e Stoke City. Secondo le stime 67.000 persone si erano radunate per la partita, assiepate sugli spalti, mentre altre 15.000 restarono chiuse fuori dato che lo stadio era stracolmo. La tragedia portò alla pubblicazione del rapporto Moelwyn Hughes, che prescrisse controlli più capillari sugli assembramenti negli stadi..
Nel 1953 il Bolton disputò una delle finali di FA Cup che rimasero negli annali, la finale di Stanley Matthews, persa dal Bolton contro il Blackpool per 4-3 dopo essere passato in vantaggio per 3-1. A decidere la sfida furono Stanley Matthews e i gol di Stan Mortensen.
Il Bolton Wanderers vinse un altro trofeo solo nel 1958, quando due gol di Lofthouse gli consentirono di battere il Manchester United nella finale della FA Cup 1957-1958 di fronte a 100.000 spettatori a Wembley Stadium. Andarono vicini a vincere un trofeo nel 1995 e nel 2004, quando persero la finale di League Cup.

### Molti bassi e pochi alti (1958-1995)
Nel 1959 il Bolton raggiunse il quarto posto in campionato, ma i successivi vent'anni sarebbero stati difficili. La squadra retrocesse in Second Division nel 1963-1964 e precipitò in Third Division per la prima volta nel 1970-1971. La permanenza in terza serie fu biennale, prima di un ritorno in seconda serie ottenuto vincendo il campionato nel 1972-1973. Nel maggio 1978 il Bolton vinse il campionato di Second Division e tornò in First Division. Le aspettative erano alte, ma due anni dopo ci fu un'altra amara retrocessione.
Dopo la retrocessione del 1980 il Bolton ingaggiò l'ex attaccante del Manchester United (Campione d'Europa 1968) Brian Kidd dall'Everton per 150.000 sterline in previsione di un immediato ritorno in First Division. Kidd segnò una tripletta nella sua terza partita con il Bolton, la vittoria per 4-0 contro il Newcastle Utd in campionato, ma il resto della stagione vide il Bolton lottare per non retrocedere. Alla fine della stagione 1981-1982 il Bolton non andò vicino alla promozione e aveva perso giocatori chiave quali Peter Reid e Neil Whatmore. La retrocessione in Third Division giunse alla fine del campionato 1982-1983 dopo la sconfitta per 4-1 in casa del Charlton all'ultima giornat...
Malgrado un profondo rinnovamento dell'organico e una vittoria per 8-1 contro il Walsall, che rimase la migliore del Bolton in 50 anni di storia, la squadra fallì la promozione nel 1983-1984 e rimase in terza serie per altre tre stagioni. Nel 1986 fu nominato presidente Nat Lofthouse, che detenne la carica sino alla sua morte, avvenuta il 15 gennaio 2011. Alla fine della stagione 1986-1987 il Bolton Wanderers precipitò in Fourth Division per la prima volta nella sua storia, ma il ritorno in Third Division fu immediato. Nel 1988-1989 la squadra vinse l'English Football League Trophy battendo in finale il Torquay Utd per 4-1. Nella stagione 1990-1991 fu scalzato dal Southend Utd dall'ultimo posto in classifica utile per la promozione diretta e poi perse contro il Tranmere la finale dei play-off. L'anno dopo la squadra giunse solo tredicesima in campionato.
I primi anni '90 videro il Bolton guadagnarsi la reputazione di "ammazzagrandi" nelle coppe. Nel 1993 batté per 2-0 il Liverpool, detentore della FA Cup, nella ripetizione del terzo turno del torneo ad Anfield, grazie ai gol di John McGinlay e Andy Walker. La squadra di Bolton batté anche Wolverhampton (2-1) prima di uscire contro il Derby County. Quell'anno il Bolton ottenne anche la promozione seconda serie, per la prima volta dal 1983. Nel 1994 il Bolton eliminò nuovamente i detentori della FA Cup, l'Arsenal, battendoli per 3-1 dopo i tempi supplementari nella ripetizione del quarto turno. Raggiunse in quella occasione i quarti di finale della coppa, dove cadde in casa (1-0) contro i vicini rivali dell'Oldham Athletic, che all'epoca militava in Premiership. Quell'anno il Bolton aveva eliminato dalla Coppa d'Inghilterra squadre del calibro di Everton (3-2) e Aston Villa (1-0).

### Ritorno in massima serie e accesso in Europa (1995-2008)
Al termine della stagione 1994-1995, grazie alla vittoria per 4-3 sul Reading nei play-off di Division One, il Bolton tornò finalmente in massima serie. Il Reading era passato in vantaggio per 2-0 prima che un calcio di rigore parato da Keith Branagan allo scoccare del 45º minuto di gioco cambiò le sorti del match. Nella ripresa il Bolton segnò due gol nel finale, portando la sfida ai supplementari. Qui segnò due altri gol, prima di un altro inutile gol del Reading. L'anno d'oro del Bolton fu caratterizzato anche dal raggiungimento della finale di League Cup 1994-1995, dove arrivò una sconfitta di misura contro il Liverpool (2-1). Il campionato di Premier League 1995-1996 fu per il Bolton molto complicato: la retrocessione giunse alla penultima giornata, dopo la sconfitta per 1-0 contro il Southampton.
Con 98 punti e oltre 100 gol, nel 1996-1997 il Bolton conseguì un autorevole ritorno in massima serie vincendo il campionato di Division One. Per la prima volta dal 1978 il Bolton vinse un campionato (di qualsiasi divisione). L'ultima partita disputata al Burnden Park fu un match vinto per 4-1 contro il Charlton Athletic.
Nel 1997 il club si trasferì infatti presso un nuovo impianto, il Reebok Stadium, sponsorizzato sino al 2014 dalla medesima marca di abbigliamento sportivo, che ha la sua sede sociale proprio nel distretto di Bolton. Nel 2014 l'impianto ha assunto il nome di Macron Stadium a seguito del nuovo accordo commerciale con l'omonima azienda italiana.

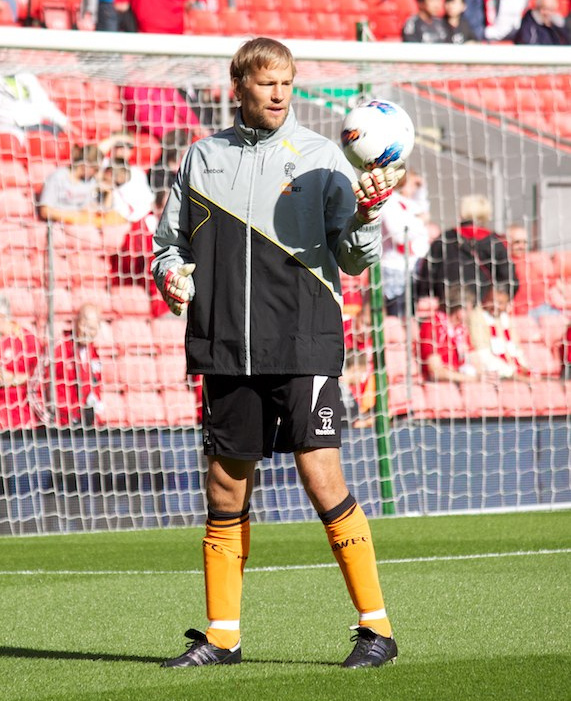
Jussi Jääskeläinen, terzo giocatore più presente di sempre con il Bolton (530 presenze dal 1997 al 2012)

Il Bolton retrocesse per differenza reti alla fine della stagione 1997-1998 di Premiership. A pari punti con l'Everton, il Bolton ebbe la peggio. Proprio contro l'Everton i bianchi disputarono la prima partita ufficiale al Reebok Stadium (0-0, con un gol di Gerry Taggart del Bolton ingiustamente annullato, che avrebbe consentito ai Wanderers di salvarsi). Nel 1998-1999 il Bolton raggiunse la finale dei play-off di Division One, ma perse per 2-0 contro il Watford.
Nella stagione 1999-2000 il Bolton avanzò fino alle semifinali di FA Cup, Coppa di Lega e play-off di First Division, ma perse rispettivamente ai tiri di rigore contro l'Aston Villa, per 4-0 tra andata e ritorno contro il Tranmere Rovers e per 7-5 tra andata e ritorno contro l'Ipswich Town (il ritorno si prolungò ai tempi supplementari). Il 19 ottobre 1999 Sam Allardyce aveva sostituito nelle vesti di allenatore Colin Todd.
Nel 2000-2001 il Bolton fu promosso in Premiership dopo aver battuto il Preston N.E. per 3-0 nella finale dei play-off di First Division.
Le due stagioni seguenti furono per il Bolton abbastanza tribolate, ma si conclusero con due salvezze in Premiership.
Nel 2001-2002 i Wanderers esordirono battendo per 5-0 il Leicester a Filbert Street, issandosi in vetta alla classifica. Malgrado una prestigiosa vittoria per 2-1 in casa del Manchester United, che rese il Bolton la prima neopromossa capace di battere lo United all'Old Trafford, attraversarono un periodo difficilissimo a metà stagione. Grazie a una tripletta di Fredi Bobic contro l'Ipswich Town ottennero la permanenza in massima serie, perché le successive tre sconfitte nelle ultime tre giornate non pregiudicarono il sedicesimo posto finale.
Nel 2002-2003 la salvezza fu ottenuta dopo un inizio negativo. Nonostante un'altra vittoria in trasferta contro il Manchester United, la squadra stazionò all'ultimo posto sino alla vittoria per 4-2 contro il Leeds United a Elland Road. Malgrado una mancanza di continuità di risultati, la squadra riuscì a conseguire i risultati di cui aveva bisogno e ottenne la salvezza all'ultima giornata, sconfiggendo per 2-1 il Middlesbrough.
Nel 2003-2004 il Bolton raggiunse la finale di Coppa di Lega inglese, ma perse per 2-1 contro il Middlesbrough. L'ottavo posto in campionato fu comunque il piazzamento migliore del club dall'istituzione della Premiership.
Nel 2004-2005 il Bolton migliorò il suo piazzamento in campionato, piazzandosi sesto e ottenendo la qualificazione in Coppa UEFA. Per la prima volta la squadra si qualificò per una coppa europea.
Nel 2005-2006 la stagione del Bolton si divise dunque tra Coppa UEFA, dove il cammino terminò ai trentaduesimi di finale contro l'Olympique Marsiglia (2-1 per i francesi tra andata e ritorno), e campionato, dove fu raggiunto l'ottavo posto.
Nel 2006-2007, l'ultima di Allardyce, i Wanderers si classificarono settimi in Premier League, qualificandosi per la Coppa UEFA. Dal 2004 al 2007 furono dunque tre i piazzamenti consecutivi del Bolton nelle prime otto posizioni, un risultato secondo solo a quello di Chelsea, Manchester United, Liverpool e Arsenal.
Nel 2007-2008 la squadra riuscì a salvarsi all'ultima giornata classificandosi sedicesima in Premier League. Decisiva fu la striscia di cinque partite (le ultime cinque) senza sconfitte. Il sostituto di Allardyce, Sammy Lee (già vice-allenatore della squadra durante la gestione Allardyce), fu esonerato ben presto per far spazio a Garry Megson. Degno di nota fu l'accesso agli ottavi di finale di Coppa UEFA, dove il Bolton fu eliminato dallo Sporting Lisbona dopo aver eliminato l'Atlético Madrid nei sedicesimi. Durante il suo percorso europeo il Bolton aveva pareggiato contro il Bayern Monaco ed era divenuta la prima squadra inglese capace di battere la Stella Rossa a Belgrado.

### Le ultime stagioni in Premier e il declino (2008-oggi)

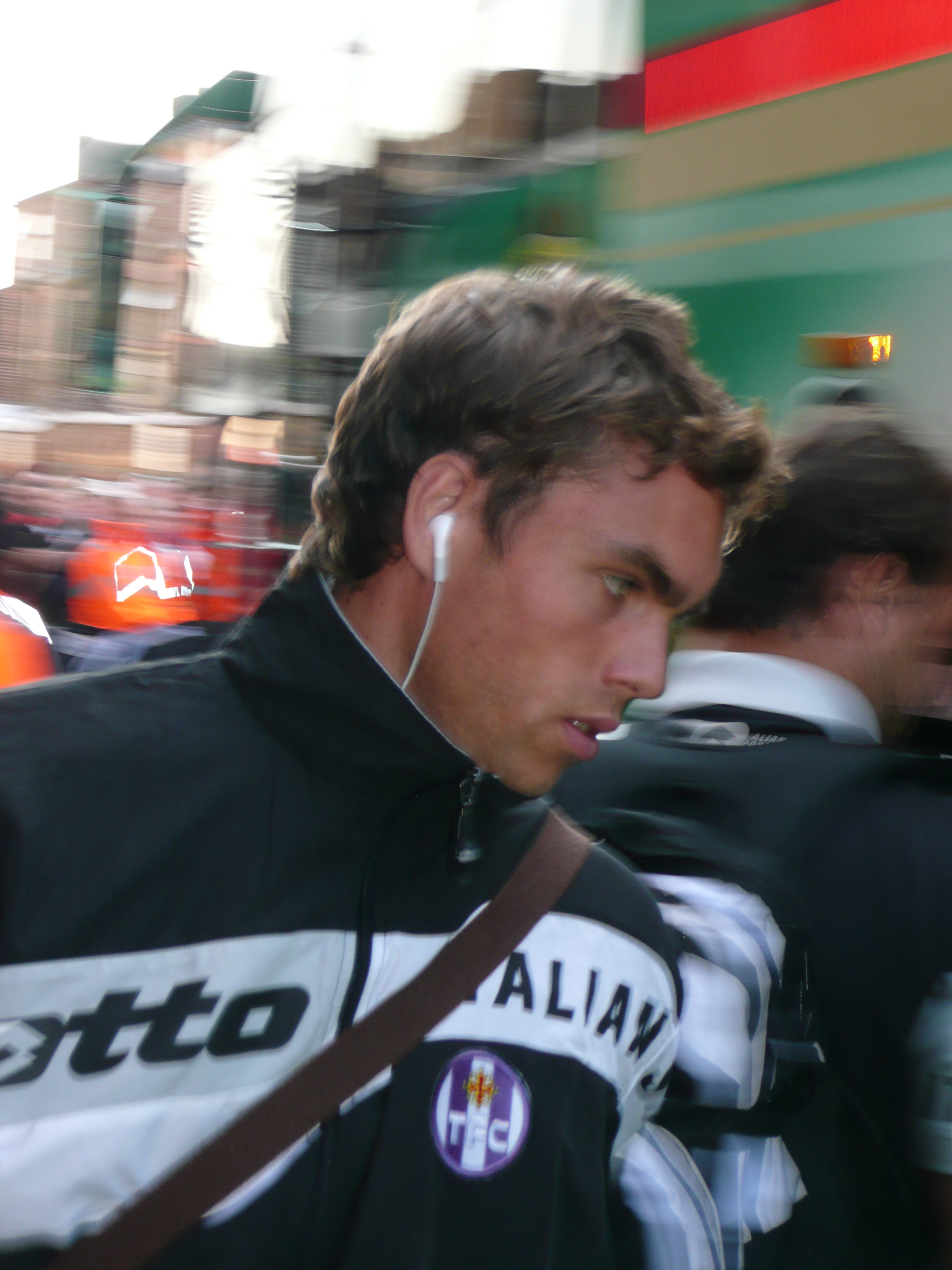
Johan Elmander, prelevato nel 2008 dal, è l'acquisto più costoso della storia del Bolton

Il 27 giugno 2008 il Bolton acquistò Johan Elmander dal Tolosa per 8,2 milioni di sterline, stabilendo il primato dell'acquisto più oneroso per il club. Nell'affare rientrò come parziale contropartita Daniel Braaten, ceduto ai francesi. Megson, ormai sempre più in rotta con i tifosi, fu rimpiazzato a metà della stagione 2009-2010 dall'ex attaccante del Bolton Owen Coyle. Nella FA Cup 2010-2011 il Bolton arrivò in semifinale, dove fu pesantemente sconfitto per 5-0 dallo Stoke City a Wembley.
La stagione 2011-2012 iniziò come si era conclusa la precedente, con una vittoria e sei sconfitte. Per i Wanderers fu il peggiore inizio di campionato dal 1902-1903, in cui retrocessero. Il 17 marzo 2012 Fabrice Muamba accusò attacco di cuore in campo durante il match di FA Cup contro il Tottenham a White Hart Lane. Owen Coyle fu tra coloro che lo condussero al London Chest Hospital. Il calciatore rimase in condizioni critiche per svariate settimane e Coyle fu elogiato per la vicinanza che espresse nei confronti del centrocampista, poi ritiratosi dall'attività agonistica nell'agosto seguente. Il 13 maggio 2012 il Bolton retrocesse in Championship, la seconda divisione, per un solo punto, per effetto del pareggio all'ultima giornata contro lo Stoke City.
Con sole tre vittorie nelle prime dieci giornate, la stagione 2012-2013 del Bolton in Championship fu inizialmente amara anche per la sconfitta e la conseguente eliminazione sul campo del modesto Crawley Town nel secondo turno di League Cup. Il 9 ottobre, dopo una serie di risultati negativi e con la squadra al sedicesimo posto in classifica, Coyle fu sollevato dall'incarico e sostituito da Dougie Freedman. Il nuovo tecnico condusse i suoi al settimo posto, sfiorando l'accesso ai play-off per la promozione a vantaggio del Leicester City, che aveva una migliore differenza reti.
L'annata seguente iniziò con un viaggio a Turf Moor per celebrare il 125º anniversario della fondazione della Football League. Si concluse con un anonimo quattordicesimo posto in seconda divisione.
Freedman fu esonerato dopo una striscia di risultati insoddisfacenti all'inizio della stagione 2014-2015. Gli subentrò Neil Lennon, che guidò la squadra al diciottesimo posto finale.
Nel dicembre 2015 il Bolton, in debito di 172,9 milioni di sterline, fu oggetto di petizione da parte dell'HM Revenue and Customs, che chiedeva il pagamento di tasse inevase, e subì il blocco del calciomercato in entrata per la finestra invernale del gennaio 2016. Sul campo la squadra faticò tremendamente a ottenere risultati, riuscendo a centrare la vittoria solo una volta nelle prime 23 giornate. Nelle successive 23 giornate le vittorie furono solo 4. Neil Lennon e il club si separarono consensualmente nel marzo 2016. Il traghettatore Jimmy Phillips condusse la squadra per il resto della difficile stagione, conclusasi con la retrocessione in terza serie, sancita il 9 aprile 2016 dalla sconfitta in trasferta (4-1) contro il Derby County. Per la prima volta dal 1993 il club si ritrovò dunque in League One.
La società fu poi rilevata da Dean Holdsworth's Sports Shield e la sua situazione finanziaria migliorò. La stagione 2016-2017 si concluse con il secondo posto e la promozione dalla League One al Championship, la serie cadetta inglese. Figura chiave della risalita fu il nuovo allenatore Phil Parkinson, che seppe far fronte al blocco del calciomercato in ingresso e la cessione obbligata di elementi di spicco della rosa.
Nella stagione 2017-2018 il Bolton si piazzò al ventunesimo e terzultimo posto in seconda serie, salvandosi per due punti all'ultima giornata.
Malgrado un buon inizio della stagione 2018-2019, con la squadra issatasi al terzo posto con 11 punti, emerse un'insolvenza di 5 milioni di sterline nei confronti di BlueMarble, risolta grazie alla generosità dell'ex presidente Edwin Davies, che corrispose la cifra al proprietario del club, Ken Anderson, quattro giorni prima della propria morte. Le difficoltà economiche, tuttavia, si ripresentarono in modo drammatico nei mesi a seguire, dato che Anderson non aveva pagato gli stipendi ai calciatori. Di conseguenza nel marzo 2019 il centro di allenamento fu chiuso per limitare i costi. Sul campo la squadra raccolse una serie di pessimi risultati, che la condussero alla retrocessione in League One già ad aprile, con tre giornate di anticipo rispetto alla fine del torneo. Dopo la fine del campionato il Bolton subì una penalizzazione di 12 punti in classifica, da scontare nella stagione 2019-2020, a causa dell'entrata in amministrazione controllata della società. Il 28 agosto 2019, dopo una trattativa complessa e aver rischiato il fallimento e l'espulsione dal campionato, il gruppo Football Ventures annuncia di aver rilevato il Bolton. Sul campo la squadra non riesce a trovare continuità di risultati per schiodarsi dalle ultime posizioni. La stagione 2019-2020 si conclude con una nuova retrocessione, la seconda consecutiva, questa volta in League Two, quarto e ultimo livello del calcio professionistico inglese.
La permanenza in League Two dura una sola stagione: nel 2020-2021 il Bolton ottiene la promozione diretta all'ultima giornata.

## Allenatori
- 1874-1885  Tom Rawthorne
- 1885-1886  J.J. Bentley
- 1886-1887  William Struthers
- 1887  Fitzroy Norris
- 1887-1895  John Bentley
- 1895  Harry Downs
- 1896-1898  Frank Brettell
- 1898-1910  John Somerville
- 1910-1915  Will Settle
- 1915-1919  Tom Mather
- 1919-1944  Charles Foweraker
- 1944-1950  Walter Rowley
- 1951-1968  Bill Ridding
- 1968-1970  Nat Lofthouse
- 1970  Jimmy McIlroy
- 1970  Jimmy Meadows
- 1971  Nat Lofthouse
- 1971-1974  Jimmy Armfield
- 1974-1980  Ian Greaves
- 1980-1981  Stan Anderson
- 1981-1982  George Mulhall
- 1982-1985  John McGovern
- 1985 Charlie Wright
- 1985-1992  Phil Neal
- 1992-1995  Bruce Rioch
- 1995-1996  Roy McFarland/ Colin Todd
- 1996-1999  Colin Todd
- 1999-2007  Sam Allardyce
- 2007  Sammy Lee
- 2007-2009  Gary Megson
- 2010-2012  Owen Coyle
- 2012  Jimmy Phillips e Sammy Lee
- 2012-2014  Dougie Freedman
- 2014-2016  Neil Lennon
- 2016  Jimmy Phillips
- 2016-2019  Phil Parkinson
- 2019-2020  Keith Hill
- 2020-oggi  Ian Evatt

## Calciatori

### Vincitori di titoli
Campioni d'Europa
- Stelios Giannakopoulos (Portogallo 2004)

### Con presenze nelle nazionali
- Nat Lofthouse (primo giocatore del Bolton a giocare e segnare in una Coppa del Mondo)
- Eddie Hopkinson
- Tommy Banks
- Ray Parry
- Gary Cahill
- Kevin Davies (l'esordiente più vecchio in Nazionale, a 33 anni e 200 giorni)
- Jason McAteer
- Nathan Blake
- Josh Sheehan
- Gerry Taggart
- Stelios Giannakopoulos
- Youri Djorkaeff
- Nicolas Anelka
- Saša Ćurčić
- Per Frandsen
- Stig Tøfting
- Claus Jensen
- Johan Elmander
- Guðni Bergsson
- Eiður Guðjohnsen
- Grétar Steinsson
- Jussi Jääskeläinen
- Vladimír Weiss
- Mark Fish
- El Hadji Diouf
- Jay-Jay Okocha
- Danny Shittu
- Radhi Jaïdi
- Ali Al-Habsi
- Hidetoshi Nakata
- Lee Chung-yong
- Ricardo Gardner (il singolo giocatore con più presenze in Nazionale durante il suo periodo nel club: 72, comprese fra il 1998 e il 2012)
- Jared Borgetti
- Stuart Holden
- Tim Ream
- Liam Gordon
- Reiss Greenidge
- Brandon Comley
- Kevin Nolan[47]

## Palmarès

### Competizioni nazionali
- Coppa d'Inghilterra: 4

1922-1923, 1925-1926, 1928-1929, 1957-1958
- Charity Shield: 1

1958
- Campionato inglese di seconda divisione: 3

1908-1909, 1977-1978, 1996-1997
- Third Division: 1

1972-1973
- Football League Trophy: 2

1988-1989, 2022-2023
- Football League War Cup: 1

1944-1945
- FA Premier League Asia Trophy: 1

2005

### Competizioni regionali
- Lancashire Cup: 11

1886, 1891, 1912, 1922, 1925, 1927, 1934, 1948, 1988, 1990
- Central League: 2

1955, 1995

## Statistiche e record

### Statistiche nelle competizioni UEFA
Tabella aggiornata alla fine della stagione 2017-2018.

### Competizioni internazionali
| Competizione | Trofeo | Debutto   | Ultima stagione | Miglior risultato | Partecipazioni | G  | V | N  | P | RF | RS |
| ------------ | ------ | --------- | --------------- | ----------------- | -------------- | -- | - | -- | - | -- | -- |
| Coppa UEFA   |        | 2005-2006 | 2007-2008       | Ottavi di finale  | 2              | 18 | 6 | 10 | 2 | 18 | 14 |

## Organico

### Rosa 2023-2024
Rosa, ruoli e numerazione, tratti dal sito ufficiale, sono aggiornati al 12 ottobre 2023.
| N. |                             | Ruolo | Calciatore                |
| -- | --------------------------- | ----- | ------------------------- |
| 1  | Inghilterra (bandiera)      | P     | Nathan Baxter             |
| 2  | Galles (bandiera)           | D     | Gethin Jones              |
| 3  | Australia (bandiera)        | D     | Jack Iredale              |
| 4  | Inghilterra (bandiera)      | C     | George Thomason           |
| 5  | Portogallo (bandiera)       | D     | Ricardo Santos (capitano) |
| 6  | Scozia (bandiera)           | D     | George Johnston           |
| 7  | Spagna (bandiera)           | C     | Carlos Mendes             |
| 8  | Galles (bandiera)           | C     | Josh Sheehan              |
| 9  | Islanda (bandiera)          | A     | Jón Daði Böðvarsson       |
| 10 | Irlanda del Nord (bandiera) | A     | Dion Charles              |
| 11 | Inghilterra (bandiera)      | A     | Dan N'Lundulu             |
| 12 | Inghilterra (bandiera)      | D     | Josh Dacres-Cogley        |
| 13 | Inghilterra (bandiera)      | P     | Joel Coleman              |
| 14 | Nigeria (bandiera)          | A     | Victor Adeboyejo          |

| N. |                             | Ruolo | Calciatore       |
| -- | --------------------------- | ----- | ---------------- |
| 15 | Inghilterra (bandiera)      | D     | Will Forrester   |
| 16 | Inghilterra (bandiera)      | C     | Aaron Morley     |
| 17 | Inghilterra (bandiera)      | D     | Nathanael Ogbeta |
| 18 | Irlanda del Nord (bandiera) | D     | Eoin Toal        |
| 19 | Inghilterra (bandiera)      | C     | Paris Maghoma    |
| 20 | Scozia (bandiera)           | D     | Calvin Ramsay    |
| 21 | Inghilterra (bandiera)      | D     | Caleb Taylor     |
| 22 | Inghilterra (bandiera)      | C     | Kyle Dempsey     |
| 24 | Inghilterra (bandiera)      | C     | Jordi Osei-Tutu  |
| 26 | Galles (bandiera)           | D     | Zac Ashworth     |
| 27 | Inghilterra (bandiera)      | D     | Randell Williams |
| 28 | Galles (bandiera)           | A     | Aaron Collins    |
| 35 | Inghilterra (bandiera)      | A     | Cameron Jerome   |
| 40 | Inghilterra (bandiera)      | P     | Luke Hutchinson  |

### Staff tecnico
- Ian Evatt - Allenatore
- Peter Atherton - Vice-allenatore
- Sam Hird - Assistente e allenatore della squadra B
- Lee Butler - Preparatore dei portieri
- Matt Gilks - Preparatore dei portieri
- Lewis Duckmanton - Match Analyst
- Matt Pelham - Preparatore atletico
- Matt Barrass - Fisioterapista
- Dave Gardiner - Allenatore delle giovanili